# ENV 1545
La norma UNI ENV 1545 (Sistemas para tarjetas de identificación - Aplicaciones a los transportes de superficie) describen los códigos de las diferentes modalidades de un contrato de transporte cargado en un título de transporte electrónico sobre una smartcard.
La norma indica como codificar el contrato con el objetivo de optimizar el espacio ocupado en la memoria del título electrónico.
En la parte I de la norma se describen los elementos generales de los datos. En la parte II en cambio se describen los datos y las listas de las claves relativas al pago del transporte y del viaje.